# Maria Muldaur
Maria Muldaur (New York, 1943. szeptember 12. –) amerikai folk- és bluesénekesnő.
A Hunter College High School-ban tanult. Az 1960-as évek elején indult el karrierje az Even Dozen Jug Band tagjaként. Ezután csatlakozott a Jim Kweskin & the Jug Band együtteshez, ahol és alkalmanként hegedült is. Ebben az időben a Greenwich Villagei jelenlét élete része volt. Itt találkozott Bob Dylan-nel. Ennek emléke felidéződik Martin Scorsese 2005-ös No Direction Home című dokumentumfilmjében is.

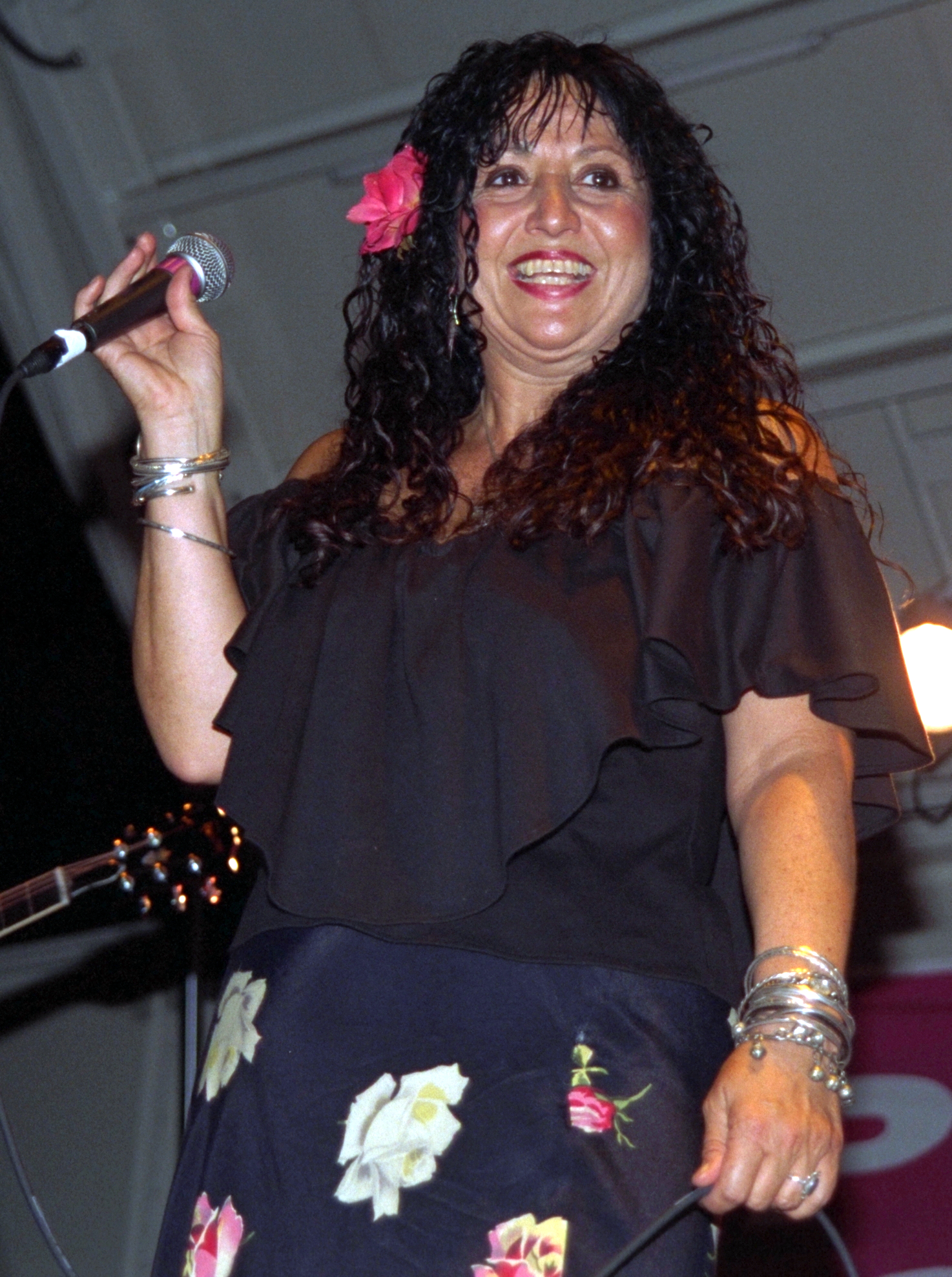
1996-ban

## Lemezek
- 1973: Maria Muldaur
- 1974: Waitress in a Donut Shop
- 1976: Sweet Harmony
- 1978: Southern Winds
- 1979: Open Your Eyes
- 1980: Gospel Nights
- 1982: There Is Love
- 1983: Sweet and Slow
- 1985: Live in London
- 1986: Transblucency
- 1988: Gospel Night
- 1992: Louisiana Love Call
- 1992: On the Sunny Side
- 1994: Meet Me at Midnite
- 1995: Jazzabelle
- 1996: Fanning the Flames
- 1998: Swingin' in the Rain
- 1998: Southland of the Heart
- 1999: Meet Me Where They Play the Blues
- 2000: Maria Muldaur's Music for Lovers
- 2001: Richland Woman Blues
- 2002: Animal Crackers in My Soup
- 2003: A Woman Alone with the Blues
- 2004: Love Wants to Dance
- 2004: Sisters & Brothers
- 2006: Heart of Mine – Love Songs of Bob Dylan
- 2007: Naughty, Bawdy, And Blue
- 2008: Yes We Can!
- 2009: Good Time Music for Hard Times (Maria Muldaur & Her Garden of Joy)
- 2010: Jug Band Music for Kids (Maria Muldaur’s Barnyard Dance)
- 2011: Steady Love
- 2012: ...First Came Memphis Minnie ... A Loving Tribute
- 2018: Don’t You Feel My Leg: The Naughty Bawdy Blues of Blue Lu Barker
- 2021: Let's Get Happy Together

## További információ
- Hivatalos oldal
- Maria Muldaur a Facebookon
- Maria Muldaur az Internet Movie Database-ben (angolul)
- Maria Muldaur a Rotten Tomatoeson (angolul)